# Pražman malohlavý
Pražman malohlavý (Calamus proridens) je paprskoploutvá ryba z čeledi mořanovití (Sparidae).
Druh byl popsán roku 1884 ichtyology Davidem Starrem Jordanem a Charlesem Henrym Gilbertem.

## Popis a výskyt
Maximální délka ryby je 46 cm.
Oválné a zploštělé tělo duhově stříbřité barvy s tmavými modrými skvrnami na hřbetu. Modrý pruh pod očima, střídající se modré a žluté pruhy pod očima.
Byla nalezena ve vodách západního Atlantiku: severovýchodní Florida, od severního Mexického zálivu po záliv Campeche. Obývá korálové útesy.